# Wjatscheslaw Lotschman
Wjatscheslaw Anatolijowytsch Lotschman (ukrainisch В’ячеслав Анатолійович Лочман; auch Slava Lochmann, * 18. Juli 1977 in Saporischschja) ist ein ukrainischer Handballtrainer und ehemaliger Handballspieler.

## Vereinskarriere
Der 1,95 Meter große und 105 Kilogramm schwere linke Rückraumspieler spielte ab 1997 in der 1. Mannschaft von ZTR Saporischschja, mit dem er 1998, 1999, 2000, 2001, 2003 und 2004 ukrainischer Meister sowie 2001 Pokalsieger wurde. In der Saison 2000/01 wurde er zum tunesischen Hauptstadtteam Club Africain ausgeliehen und gewann mit dem Klub das Triple aus Landesmeisterschaft, Landespokal und Afrikapokal der Pokalsieger. Er kehrte nach Ende der Saison in seine Heimat zurück und spielte bis 2004 für ZTR Saporischja. Von 2004 bis 2007 war er für den deutschen Bundesligisten TV Großwallstadt aktiv. Ab Februar 2007 war er bis Sommer 2007 zunächst nach Dubai ausgeliehen worden, um nach einem Kreuzbandriss Spielpraxis zu erlangen. Die folgenden beiden Jahre spielte er weiterhin in den Vereinigten Arabischen Emiraten. Von 2009 bis 2011 stand er bei HK Motor Saporischschja unter Vertrag. Nach seinem Karriereende 2011 wurde er Nachwuchstrainer im Verein.

## Nationalmannschaft
Wjatscheslaw Lotschman bestritt mindestens 28 Länderspiele für die ukrainische Nationalmannschaft. Bei der Europameisterschaft 2000 erzielte er 22 Tore in sechs Spielen, die Ukrainer wurden 12. und damit Letzter. Bei der Weltmeisterschaft 2001 belegte er mit 42 Toren den 8. Platz in der Torschützenliste und mit seiner Auswahl den 7. Rang.
Mit der ukrainischen Juniorennationalmannschaft gewann er bei der U-21-Weltmeisterschaft 1997 die Silbermedaille.

## Trainer
In der Saison 2020/21 gehörte er zum Trainerteam von Odessa. Seit 2021 arbeitet Lotschman für den ukrainischen Handballverband und gehört zum Trainerstab der Nationalmannschaft. Im Januar 2022 wurde der stellvertretende Cheftrainer der Mannschaft zum Nachfolger von Michael Bieglers als Trainer des Teams. Ab Januar 2023 trainierte er zusätzlich interimsweise den deutschen Zweitligisten TV Großwallstadt. Nachdem zur Saison 2023/24 Michael Roth den Trainerposten übernommen hatte, blieb Lotschman dem Verein bis Januar 2024 als Co-Trainer erhalten.

## Erfolge
- Titel mit ZTR Saporischschja
  - Meister der ukrainischen Handball-Superliga der Männer: 1995, 1998, 1999, 2000, 2001, 2003, 2004
- Titel mit Club Africain
  - Tunesische Meisterschaft, Tunesischer Pokal, Afrikapokal der Pokalsieger: 2001
- Titel mit Al Ahli Dubai
  - Landesmeister: 2007, 2008
- Titel mit Dinamo Minsk
  - Belarussischer Meister: 2009